# 3D電影列表
3D立體電影列表，目前包含日本、美國、兩岸三地等地。

## 2000年之前
- 千刀萬里追（Super Dragon, 1977年; 台灣影壇第一部立體電影作品; 紅藍立體技術)[1]
- 十三女尼（1977年; 台灣; 紅藍立體技術）[2]
- 槍手哈特（Comin' at Ya!，1981年真人電影。）
- 大白鲨3（Jaws 3-D，1983年）
- 侠女十三妹（1986年中国大陆的一部真人电影; 偏光立體技術）
- 立體奇兵（1989年; 台灣殭屍小子系列的立體電影; 偏光立體技術）
- 聖誕夜驚魂（Nightmare Before Christmas，1993年動畫電影；2006年重映。）

## 2003年
- 小鬼大間諜3（Spy Kids 3-D: Game Over，真人電影。）

## 2004年
- 北極特快車（The Polar Express，真人、動畫電影，IMAX 3D系統。）

## 2005年
- 四眼天雞（Chicken Little，迪士尼動畫電影，Disney Digital 3D系統。）
- 立體小奇兵：鯊魚男孩與岩漿女孩（The Adventures of Sharkboy and Lavagirl 3-D，真人電影。）

## 2006年
- 超人再起（Superman Returns，真人電影，部分3D畫面。）
- 怪怪屋（Monster House，動畫電影，XpanD 3D、Real D和Dolby 3D系統。）
- 聯合縮小兵（The Ant Bully，動畫電影，Analog 3D系統。）
- 打獵季節（Open Season，動畫電影，Analog 3D系統。）

## 2007年
- U2 3D立體演唱會（U2 3D，2007年紀錄片。）
- 未來小子（Meet the Robinsons，動畫電影，Disney Digital 3D系統。）
- 哈利波特—鳳凰會的密令（Harry Potter and the Order of the Phoenix，真人電影，部分3D畫面。）
- 貝武夫：北海的詛咒（Beowulf，真人、動畫電影，Dolby 和Real D系統。）
- 3D奪魂殺（Scar3D，真人電影，首部全片採用Real D 3D系統製作的真人演齣電影。）
- 我們這一家電影版: 超能力花媽（あたしンち　情熱のちょ～超能力♪母 大暴走，日本動畫電影。）

## 2008年
- 孟漢娜3D立體演唱會（Hannah Montana & Miley Cyrus: Best of Both Worlds Concert，2008年紀錄片。）
- 地心冒險（Journey To The Center Of The Earth，真人電影，Real D 3D系統。）
- 雷霆戰狗（Bolt，迪士尼動畫電影，Disney Digital 3D系統。）

## 2009年
- 3D血腥情人節（My Bloody Valentine 3D，真人電影，Real D 3D系統。）
- 第十四道門（Coraline，動畫電影。）
- 怪獸大戰外星人（Monsters vs. Aliens，動畫電影，Real D 3D系統。）
- 天外奇蹟（Up，動畫電影，Disney Digital 3-D系統。）
- 鼠膽妙算（G-Force，2009年真人電影，Disney Digital 3-D系統。）
- 絕命終結站4（The final destination，真人電影，Real D 3D系統。）
- 食破天驚（Cloudy with a Chance of Meatballs，動畫電影，Real D和IMAX 3D系統。）
- 聖誕夜怪譚（A Christmas Carol，真人動畫電影，IMAX 3D系統。）
- 阿凡達（Avatar，真人動畫電影，IMAX 3D系統。）

## 2010年
- 小丑魚3D(台灣電影)
- 魔境夢遊（Alice in Wonderland，真人動畫電影，Disney Digital 3-D系統。）
- 戰慄迷宮3D（The Shock Labyrinth 3D，日本真人電影。）
- 馴龍高手（How to Train Your Dragon，動畫電影，Real D 3D系統。）
- 超世紀封神榜（Clash of Titans，真人電影。）
- 3D舞力对决（Street Dance 3D），英国首部3D舞蹈電影。）
- 史瑞克快樂4神仙（Shrek Forever After，Real D 3D系統。）
- 玩具總動員1&2（Toy Story 1&2 3D Double Feature ，1995年和1999年動畫電影，2010年重製成3D版。）
- 玩具總動員3（Toy Story 3，動畫電影，Disney Digital 3-D系統。）
- 最后的氣宗（The Last Airbender），真人電影。）
- 舞力全開3D（Step Up 3D），3D舞蹈電影，Step Up系列的三部曲。）
- 食人魚3D（Piranha 3D）
- 貓狗大戰：珍珠貓大反撲（Cats & Dogs:The Revenge of Kitty Galore）
- 惡靈古堡4：陰陽界（Resident Evil: Afterlife 3D，Real D 3D系統。）
- 3D無底洞（The Hole 3D，真人電影。）
- 貓頭鷹守護神（Legend of the Guardians: The Owls of Ga'Hoole，Real D 3D系統。）
- 野狼歷險記（Alpha and Omega，美國動畫電影。）
- 童眼（The Child's Eye3D ，香港首部3D恐怖鬼片。）
- 蠢蛋搞怪秀3D（Jackass 3D）
- 奪魂鋸3D（Saw 3D，真人電影，Real D 3D系統。）
- 麥克邁：超能壞蛋（Megamind，美國動畫電影。）
- 魔髮奇緣（Tangled，美國動畫電影，Disney Digital 3-D系統。）
- 納尼亞傳奇：黎明行者號（The Chronicles Of Narnia: The Voyage Of The Dawn Treader，2010年真人電影。）
- 瑜珈熊（Yogi Bear，美國動畫電影。）
- 魔鏡冒險3D（The Nutcracker in 3D，真人、動畫電影。）
- 創：光速戰記（Tron: Legacy，真人電影，Disney Digital 3-D系統。）
- 格列佛遊記（Gulliver's Travels，真人電影。）
- 苏乞儿（True Legend，真人武术电影，部分3D画面。约20分钟。）

## 2011年
- 青蜂俠（The Green Hornet）
- 3D驚天洞地（Sanctum）
- 羅密歐與茱麗葉（Gnomeo & Juliet'）
- 怒火狂飆（Drive Angry）
- 火星需要媽媽（Mars Needs Moms）
- 里約大冒險（Rio）
- 3D肉蒲團之極樂寶鑑（3-D Sex and Zen: Extreme Ecstasy）
- 雷神索爾（Thor）
- 加勒比海盜 神鬼奇航：幽靈海（Pirates of the Caribbean: On Stranger Tides）
- 獵魔教士（Priest）
- 功夫熊貓2（Kung Fu Panda 2）
- 綠光戰警（Green Lantern）
- 變形金剛3（Transformers: Dark of the Moon）
- 哈利波特：死神的聖物Ⅱ（Harry Potter and the Deathly Hallows: Part 2）
- 美國隊長（Captain America: The First Avenger'）
- 藍色小精靈（The Smurfs）
- 王者之劍3D（Conan 3D）
- 絕命終結站5（Final Destination 5）
- 地心冒險2（Journey 2: The Mysterious Island）
- 3D劍客聯盟：雲端之戰（The Three Musketeers'）
- 戰神世紀（Immortals 3D）
- 快樂腳2（Happy Feet 2 in 3D）
- 超時空戰警3D（The Town That Dreaded Sundown 3D'）
- 聖誕快遞3D（ARTHUR CHRISTMAS 3D）
- 鼠來寶3D（Alvin and the Chipmunks: Chip-Wrecked）
- 龍門飛甲 (電影)（The Flying Swords of Dragon Gate）
- 糯米歐與茱麗葉 (Gnomeo and Juliet）
- 小賈斯汀：永不說不 (Justin Bieber: Never Say Never)
- 殺客同萌 (Sucker Punch)
- 雨果的冒險 (HUGO 3D)
- 五月天追夢3DNA MAYDAY 3DNA(台灣樂團:五月天首部演唱會電影)
- 變形金剛3 (Transformers: Dark of the Moon)
- 神鬼奇航：幽靈海 (Pirates of the Caribbean: On Stranger Tides)
- 絕命終結站5 (Final Destination 5)
- 獵魔教士 (Priest 3D)
- 綠光戰警 (The Green Lantern)
- 汽車總動員2(Cars 2)
- 3D三劍客：諜戰帝國 (The Three Musketeers)
- 藍色小精靈 (The Smurfs)
- 小鬼大間諜4 (Spy Kids 4: All the Time in the World)
- 海猿3D：最終話(Umizaru 3:The Last Message)(海猿系列第三集，日本電影。)

## 2012年
- 鐵達尼號3D(Titanic 3D)(經典電影3D全新重製)
- 復仇者聯盟（The Avengers）
- MIB星際戰警3（Men in Black 3）
- 惡靈古堡5：天譴日（Resident Evil: Retribution ）
- 舞力全開4 3D（Step Up: Revolution ）
- 3D舞力對決2
- 普羅米修斯
- 怒戰天神
- 決戰異世界：未來復甦
- 3D惡靈戰警：復仇時刻
- 蜘蛛人：驚奇再起
- 冰原歷險記4：板塊漂移
- 吸血鬼獵人：林肯總統
- 馬達加斯加3：歐洲大圍捕
- 少年Pi的奇幻漂流 (電影)
- 星際大戰首部曲：威脅潛伏 (Star Wars Episode I：The Phantom Menace 3D)(重新修復)
- 哈比人：意外旅程(The Hobbit: An Unexpected Journey）

## 2013年
- 浪人47(47 Ronin)
- 5月天諾亞方舟(MAYDAY NOWHERE 3D)(台灣樂團:五月天演唱會電影)
- 哈比人：荒谷惡龍(The Hobbit: The Desolation of Smaug)(「哈比人電影系列」第二部作品)
- 闇黑無界：星際爭霸戰(Star Trek Into Darkness)
- 鋼鐵人3(Iron Man 3)
- 史達林格勒(首部俄羅斯3D電影)
- 地心引力 (電影)(Gravity)
- 狄仁傑之神都龍王（Young Detective Dee: Rise of the Sea Dragon）(為2010年《通天神探狄仁傑》前傳)

## 2014年
- 哥吉拉 (2014年電影)（GODZILLA 3D）
- 急凍行者（上卷）（又名:《冰封：重生之門》）（Iceman）
- 桃蛙源記（The Frogville）(台灣3D立體動畫電影)
- 哈比人：五軍之戰(The Hobbit: The Battle of the Five Armies)(「哈比人電影系列」第三部作品)
- 西遊記之大鬧天宮(中國、香港合資鉅片)
- 冰雪奇緣（Frozen，迪士尼動畫電影）
- STAND BY ME 哆啦A夢（STAND BY ME ドラえもん，日本動畫電影）
- 驯龙高手2（How To Train Your Dragon 2，動畫電影）
- 黃飛鴻之英雄有夢（Rise of the Legend）(香港與中國大陸合拍古裝功夫片)

## 2015年
- 功夫3D(Kung Fu Hustle 3D)(功夫十周年紀念，全片數位修復、3D視覺重建、特效重製和樂效升級)
- 一代宗師3D(THE GRANDMASTER 3D)

## 2016年
- 比利·林恩的中場戰事(Billy Lynn's Long Halftime Walk)

## 2017年
- 美力台灣3D (FORMOSA 3D)

## 2018年
- 蜘蛛人：新宇宙(Spider-Man: Into the Spider-Verse)(動畫長片)

## 2019年
- 馴龍高手3 (How to Train Your Dragon: The Hidden World)
- 雙子殺手(Gemini Man)

## 2022年
- 孫行者傳（Legend of Sun Walker）(台灣動畫3D電影)
- 阿凡達：水之道 （Avatar: The Way of Water）